# Pontón (embarcación)

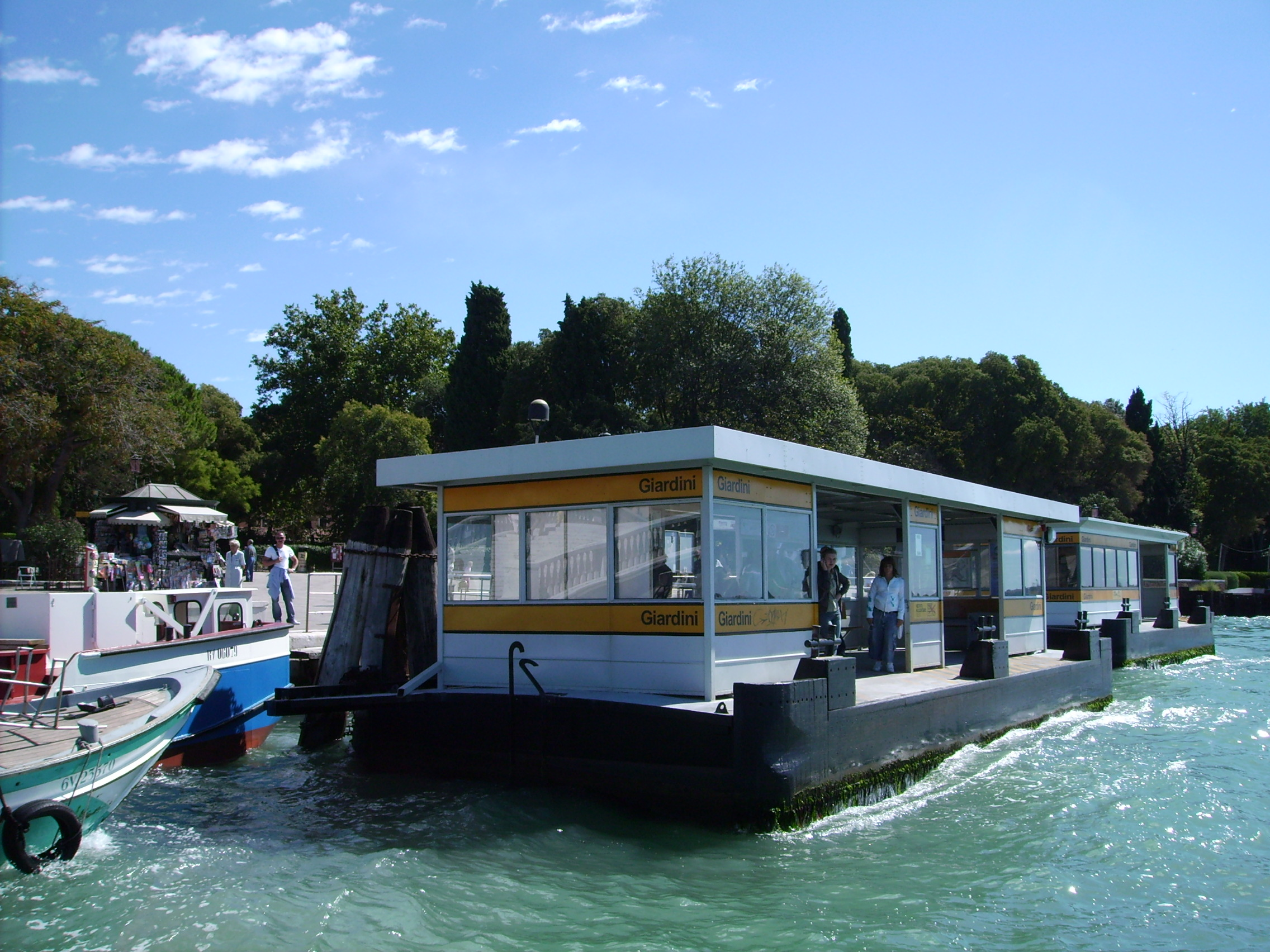
Embarcadero flotante de vaporettos en Venecia sobre un pontón acerado.

El pontón (también denominado impropiamente pontona en algunos lugares) es un tipo de embarcación o casco, hecho de acero, de materiales plásticos o (sobre todo en el pasado) de madera, generalmente en forma de paralelepípedo, y usado como plataforma flotante en usos diferentes: para transportar mercancías y personas, o grúas flotantes, sostener puentes, o como transbordadores, balsas, etc.